# Hurricane (film, 1937)
Pour les articles homonymes, voir Hurricane.
Pour plus de détails, voir Fiche technique et Distribution.
Hurricane ou L'Ouragan (The Hurricane) est un film américain réalisé par John Ford et sorti en 1937.

## Synopsis
Une petite île du Pacifique. Deux indigènes Marama et Terangi se marient. Lors d'une escale à Tahiti, Terangi frappe un homme blanc qui l'insulte et est condamné à six mois de prison. Par six fois il tente de s'évader, chaque tentative le condamnant à deux années supplémentaires; finalement sa légère peine initiale totalise 16 ans de prison. Il parvient lors d'une ultime tentative à s'enfuir.
Lorsqu'il rejoint son épouse il trouve son enfant qu'il n'avait jamais vu et qui est déjà âgé de 8 ans. C'est alors qu'un terrible ouragan ravage la petite île où il s'était réfugié. Terangi se porte au secours de la population...

## Fiche technique
- Titre original : The Hurricane
- Titre français : Hurricane ;  L'Ouragan, Marama, fille de l'ouragan, Ouragan et son cyclone (titres alternatifs)[1]
- Réalisation : John Ford assisté de Stuart Heisler
- Scénario : Dudley Nichols, Oliver H.P. Garrett et Ben Hecht d'après le roman de Charles Nordhoff et James Norman Hall (1935)
- Direction artistique : Richard Day
- Décors : Julia Heron (non-créditée)
- Costumes : Omar Kiam
- Photographie : Bert Glennon et Archie Stout (seconde équipe)
- Effets spéciaux : James Basevi
- Montage : Lloyd Nosler
- Musique : Alfred Newman
- Production : Samuel Goldwyn : Merritt Hulburd (de) (producteur associé)
- Société de production : Samuel Goldwyn Films pour United Artists
- Pays d'origine :  États-Unis
- Langue : anglais
- Format : Noir et blanc - 35 mm - son mono (Western Electric Mirrophonic Recording)
- Genre : Catastrophe, aventure et action
- Durée : 110 minutes
- Dates de sortie : 
  - États-Unis : 5 novembre 1937 (Los Angeles)
  - France : 3 mars 1938

## Distribution
- Dorothy Lamour : Marama
- Jon Hall : Terangi
- Mary Astor (VF : Jacqueline Porel) : Germaine De Laage
- C. Aubrey Smith (VF : Henry Djanik) : père Paul
- Thomas Mitchell (VF : Jean Violette) : Dr Kersaint

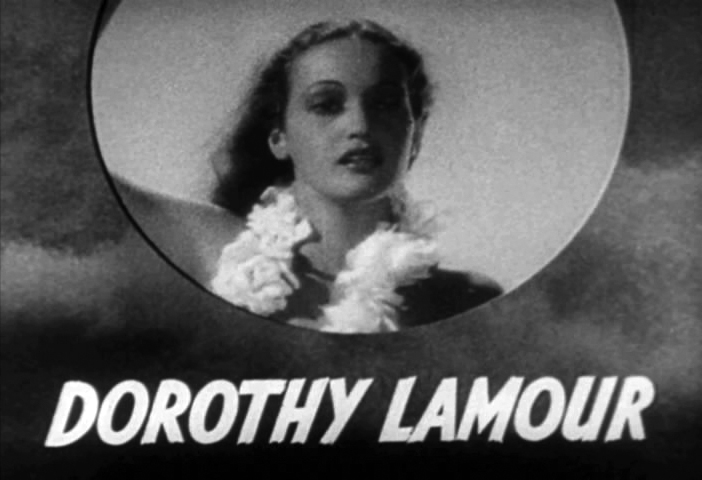
Dorothy Lamour dans le générique du film.

- Raymond Massey (VF : Jean-Claude Michel) : le gouverneur Eugene De Laage
- John Carradine : Warden
- Jerome Cowan : Capt. Nagle
- Al Kikume : chef Mehevi
- Kuulei De Clercq : Tita
- Mamo Clark : Arai
- Movita Castaneda : Arai
- Inez Courtney : fille sur le bateau
- Anne Chevalier : Reri
- Flora Hayes : Mama Rua
- Roger Drake : le capitaine des gardes
- Pauline Steele : Mata
- Mary Shaw : Marunga
- Francis Kaai : Tavi
- Layne Tom Jr. : Mako
- William B. Davidson : l'homme blessé
- Spencer Charters : le juge
- Lionel Braham (VF : Claude Joseph) : le gouverneur (non crédité)
- Chris-Pin Martin : le marin (non crédité)

## Production

### Tournage
Le film a été tourné du 3 mai à la mi-septembre 1937 à Pago Pago et Isthmus Harbor, en partie sur le yacht de Ford, l'Aramer, qui devient la goélette du capitaine Nagle dans le film.

### Sortie
Le film a rapporté 1 400 000 dollars.

## Distinctions

### Récompenses
- Oscars du cinéma 1938 : Meilleur son pour Thomas T. Moulton

### Nominations
- Oscars du cinéma 1938 : 
  - Meilleur acteur dans un second rôle pour Thomas Mitchell
  - Meilleure musique pour Alfred Newman

## Autour du film
- Howard Hawks a été pressenti pour réaliser le film.
- Pour le film, Ford a touché un cachet exceptionnel pour l'époque de 100 000 dollars, plus 15 % des bénéfices.
- Thomas Mitchell jouera un rôle de médecin très proche de celui de ce film dans La Chevauchée fantastique.
- Une partie du film (celle où Terangi est prisonnier dans la forteresse) reprend le thème développé dans Je n'ai pas tué Lincoln, le film précédent de Ford. D'ailleurs, John Carradine tient un rôle de gardien sadique, similaire à celui qu'il incarnait dans la précédente œuvre.
- Le film est représentatif de la culture Tiki aux États-Unis[2].
- Le film a fait l'objet d'un remake en 1979 : L'Ouragan réalisé par Jan Troell avec Jason Robards et Mia Farrow.
- Le film est cité dans le récit de Primo Levi, La trêve : en 1945, après sa libération des camps, Levi assiste à une projection du film par un groupe itinérant de l'armée soviétique.

## Galerie

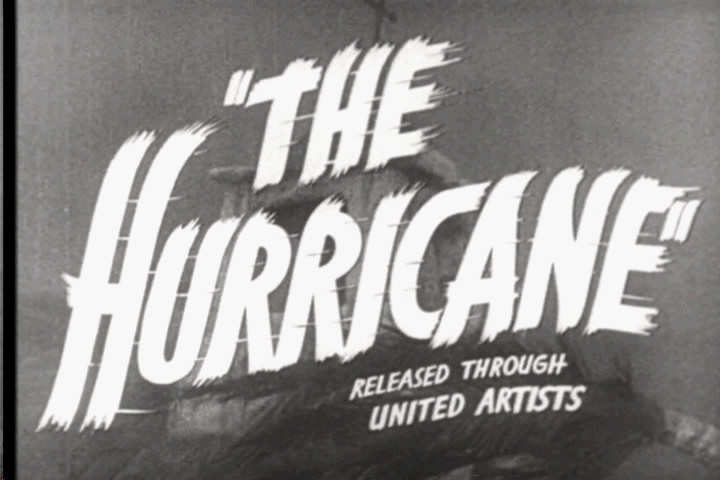
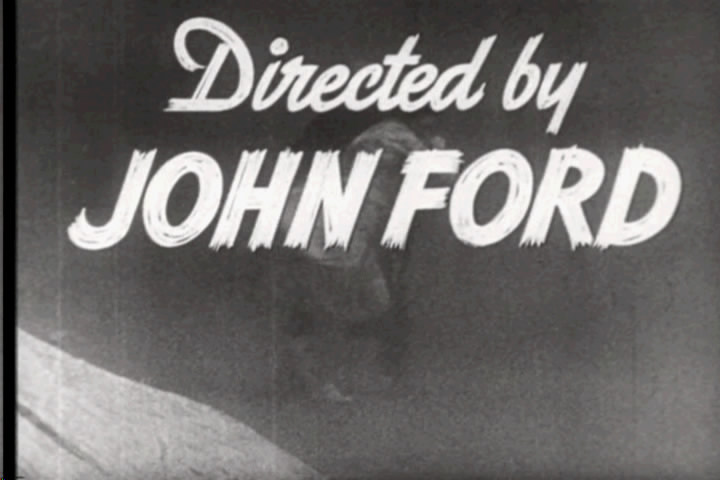
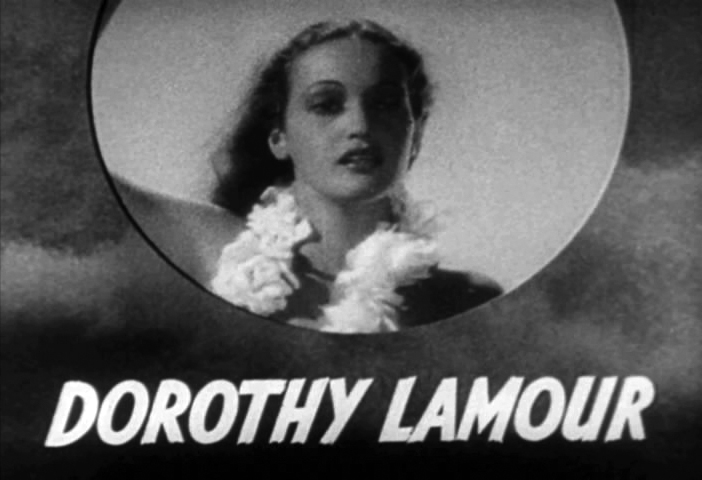
Dorothy Lamour : Marama
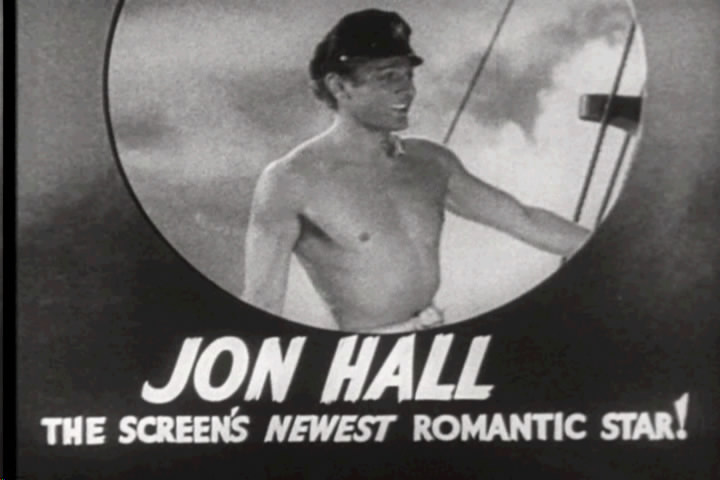
Jon Hall : Terangi
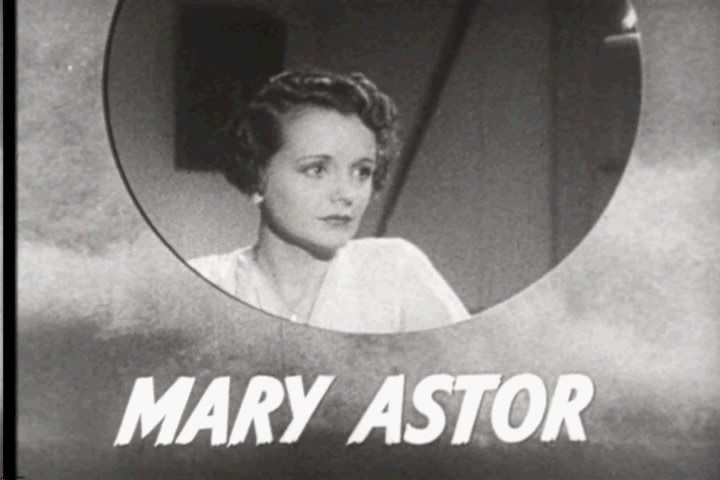
Mary Astor : Madame Germaine De Laage
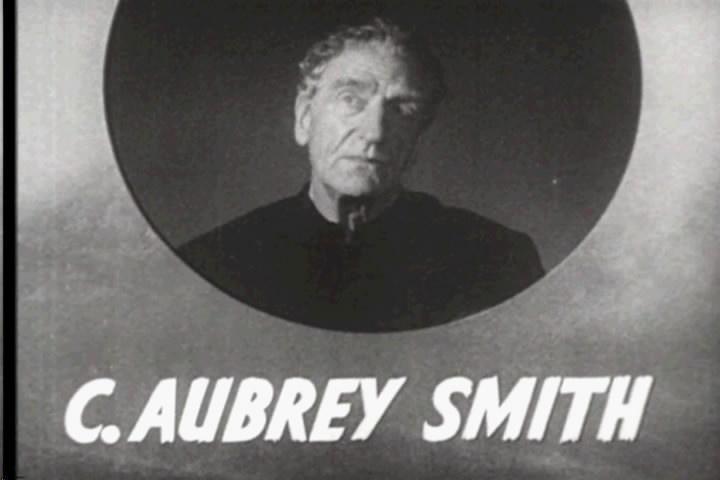
C. Aubrey Smith : père Paul
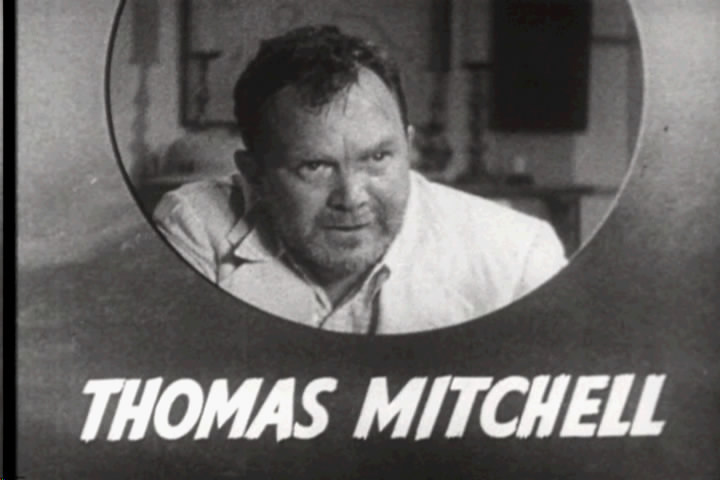
Thomas Mitchell : Dr Kersaint
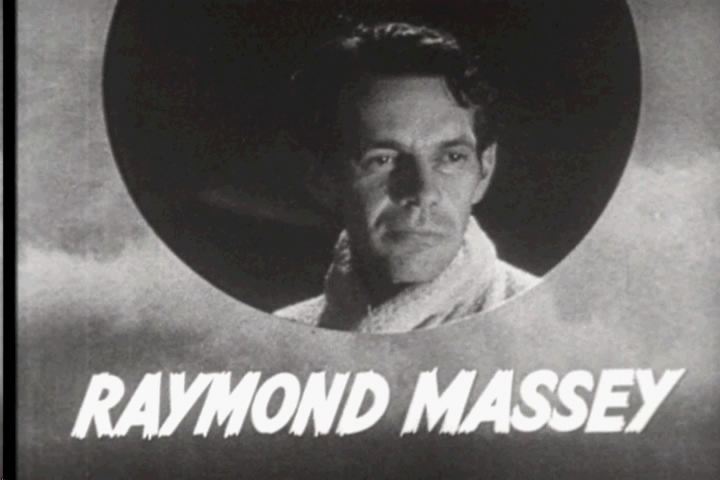
Raymond Massey : Gov. Eugene De Laage
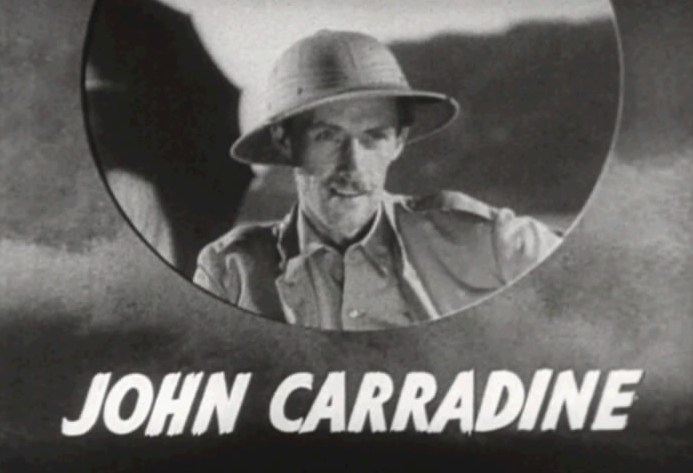
John Carradine : Warden
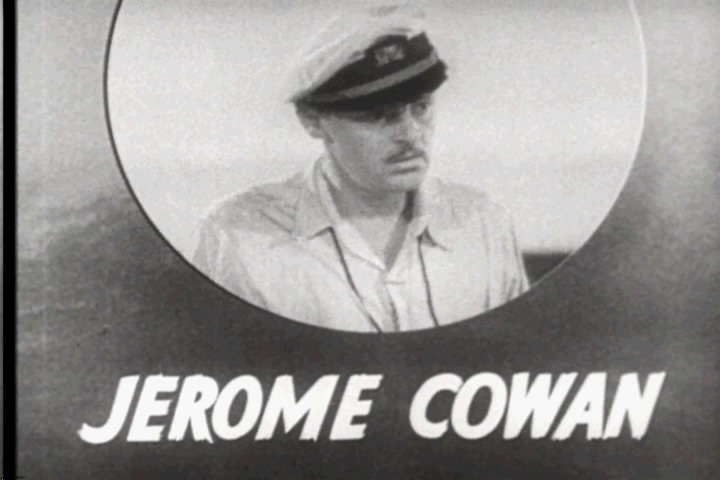
Jerome Cowan : Capt. Nagle
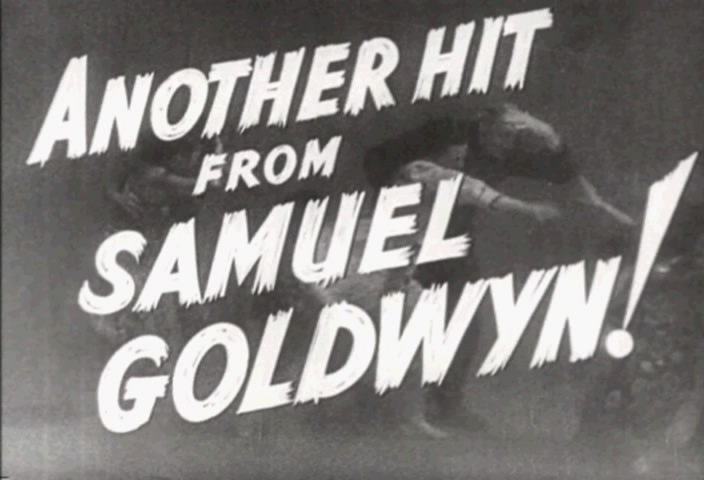
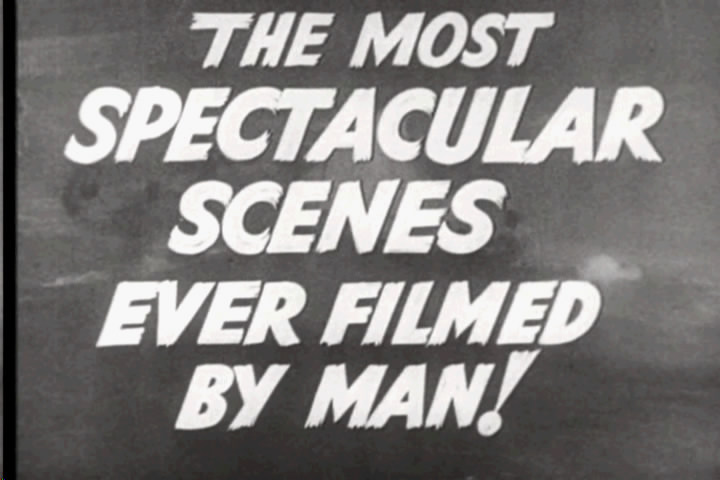